# Marius Chaumelin
Jean Marie Chaumelin, dit Marius Chaumelin (Paray-le-Monial, 15 avril 1833 - Paris, 20 octobre 1889), est un critique d'art, journaliste, écrivain français. Il fut directeur des Douanes de Caen (1881) puis de Paris (1884). Il fut fait chevalier de la Légion d'honneur le 20 décembre 1884.